# كولتون (كاليفورنيا)
كولتون (بالإنجليزية: Colton)‏ هي إحدى مدن مقاطعة سان بيرناردينو، كاليفورنيا. تم إعطاءها لقب مدينة في 11 يوليو، 1887.

## التركيبة السكانية
حدّد مكتب تعداد الولايات المتحدة بيانات التركيبة السكانية لكولتون في تعداد الولايات المتحدة. في ما يلي، التركيبة السكانية حسب تعدادي 2000 و2010.

### تعداد عام 2000
بلغ عدد سكان كولتون 47,662 نسمة بحسب تعداد عام 2000، وبلغ عدد الأسر 14,520 أسرة وعدد العائلات 10,904 عائلة مقيمة في المدينة. في حين سجلت الكثافة السكانية 1,146.3 نسمة لكل كيلومتر مربع (2,968.9/ميل2). وبلغ عدد الوحدات السكنية 15,680 وحدة بمتوسط كثافة قدره 377.1 لكل كيلومتر مربع (976.7/ميل2).
وتوزع التركيب العرقي للمدينة بنسبة 42.68% من البيض و11.01% من الأمريكيين الأفارقة و1.26% من الأمريكيين الأصليين و5.29% من الأمريكيين ذوي الأصول الآسيوية و0.23% من سكان جزر المحيط الهادئ و34.46% من الأعراق الأخرى و5.08% من عرقين مختلطين أو أكثر و60.71% من الهسبانيون أو اللاتينيون من أي عرق.
بلغ عدد الأسر 14,520 أسرة كانت نسبة 53% منها لديها أطفال تحت سن الثامنة عشر تعيش معهم، وبلغت نسبة الأزواج القاطنين مع بعضهم البعض 48.3% من أصل المجموع الكلي للأسر، ونسبة 19.5% من الأسر كان لديها معيلات من الإناث دون وجود شريك، بينما كانت نسبة 7.3% من الأسر لديها معيلون من الذكور دون وجود شريكة وكانت نسبة 24.9% من غير العائلات. تألفت نسبة 19.4% من أصل جميع الأسر من عدة أفراد يعيشون في نفس المنزل ونسبة 4.6% كانت تتألف من شخص يعيش بمفرده يبلغ من العمر 65 عاماً أو أكثر. وبلغ متوسط حجم الأسرة المعيشية 3.26، أما متوسط حجم العائلات فبلغ 3.76.
بلغ العمر الوسطي للسكان 26.8 عاماً. وكانت نسبة 34.9% من القاطنين تحت سن الثامنة عشر، وكانت نسبة 11.9% بين الثامنة عشر والرابعة والعشرين عاماً، ونسبة 31.4% كانت واقعةً في الفئة العمرية ما بين الخامسة والعشرين والرابعة والأربعين عاماً، ونسبة 15.1% كانت ما بين الخامسة والأربعين والرابعة والستين، ونسبة 6.2% كانت ضمن فئة الخامسة والستين عاماً فما فوق. يوجد لكل 100 أنثى 97.1 ذكر، ويوجد لكل 100 أنثى في الثامنة عشر من عمرها فما فوق 93.6 ذكر.
بلغ متوسط دخل الأسرة في المدينة 34,144 دولارًا، أما متوسط دخل العائلة فبلغ 36,099 دولارًا. وكان متوسط دخل الذكور 31,418 دولارًا مقابل 23,614 دولارًا للإناث. وسجل دخل الفرد الخاص بالمدينة 12,442 دولارًا. وكانت نسبة 19.7% من العائلات ونسبة 21% من السكان تحت خط الفقر، وكان من هؤلاء نسبة 27.2% تحت سن الثامنة عشر ونسبة 10.6% في الخامسة والستين من العمر وما فوق.

### تعداد عام 2010
بلغ عدد سكان كولتون 52,154 نسمة بحسب تعداد عام 2010، وبلغ عدد الأسر 14,971 أسرة وعدد العائلات 11,740 عائلة مقيمة في المدينة. في حين سجلت الكثافة السكانية 1,254.3 نسمة لكل كيلومتر مربع (3,248.6/ميل2). وبلغ عدد الوحدات السكنية 16,350 وحدة بمتوسط كثافة قدره 393.2 لكل كيلومتر مربع (1,018.4/ميل2).
وتوزع التركيب العرقي للمدينة بنسبة 43.36% من البيض و9.69% من الأمريكيين الأفارقة و1.27% من الأمريكيين الأصليين و4.97% من الأمريكيين ذوي الأصول الآسيوية و0.34% من سكان جزر المحيط الهادئ و35.31% من الأعراق الأخرى و5.07% من عرقين مختلطين أو أكثر و71.02% من الهسبانيون أو اللاتينيون من أي عرق.
بلغ عدد الأسر 14,971 أسرة كانت نسبة 52.3% منها لديها أطفال تحت سن الثامنة عشر تعيش معهم، وبلغت نسبة الأزواج القاطنين مع بعضهم البعض 47.9% من أصل المجموع الكلي للأسر، ونسبة 21.6% من الأسر كان لديها معيلات من الإناث دون وجود شريك، بينما كانت نسبة 9% من الأسر لديها معيلون من الذكور دون وجود شريكة وكانت نسبة 21.6% من غير العائلات. تألفت نسبة 16.4% من أصل جميع الأسر من عدة أفراد يعيشون في نفس المنزل ونسبة 4.1% كانت تتألف من شخص يعيش بمفرده يبلغ من العمر 65 عاماً أو أكثر. وبلغ متوسط حجم الأسرة المعيشية 3.46، أما متوسط حجم العائلات فبلغ 3.86.
بلغ العمر الوسطي للسكان 28.4 عاماً. وكانت نسبة 32% من القاطنين تحت سن الثامنة عشر، وكانت نسبة 12.2% بين الثامنة عشر والرابعة والعشرين عاماً، ونسبة 28.7% كانت واقعةً في الفئة العمرية ما بين الخامسة والعشرين والرابعة والأربعين عاماً، ونسبة 20.1% كانت ما بين الخامسة والأربعين والرابعة والستين، ونسبة 7% كانت ضمن فئة الخامسة والستين عاماً فما فوق. وتوزع التركيب الجنسي للسكان بنسبة 49% ذكور و51% إناث.

## أعلام
- سيد وايس
- جورج كاستر
- ستانفورد كالدويل هووبر
- تيريزا سكانلان
- أندي صموئيل
- ألين برادفورد
- ريكس جونستون

## الموقع الجغرافي
الموقع الجغرافي للمناطق المحيطة بهذه النقطة هو كالتالي: